# Torrejoncillo
Torrejoncillo es un municipio español, en la provincia de Cáceres, Comunidad autónoma de Extremadura. Está integrado situado en la comarca natural del Valle del Alagón y más concretamente en la Mancomunidad de la Rivera de Fresnedosa. El municipio de Torrejoncillo tiene un área de 94.54 km², con una población de 3044 habitantes en 2017 y una densidad de 32,2 hab/km².
Entre las cosas más típicas, la localidad es famosa por su artesanía, así como por su fiesta de la Encamisá declarada Fiesta de Interés Turístico Regional y sus fiestas de agosto declarados como Festejo Taurino Popular Tradicional.

## Toponimia
El nombre de Torrejoncillo parece indicar que viene de Torreón pequeño a causa del Torreón de la Dehesa Boyal.
Dicho Torreón se encuentra situado en la finca Monte Sordo (Portaje) al norte del castillo almohade de la Marimonda de Portezuelo, al oeste de Torrejoncillo y al este del embalse de Portaje en las coordenadas geográficas de 39°54′3,76″ Latitud Norte y 6°29′45,33″ Latitud Oeste y a una altitud de 377 metros, dentro de lo que denominamos Dehesa Boyal de Torrejoncillo, terrenos que aún en la actualidad, pertenecen al Ayuntamiento de Torrejoncillo, aunque la explotación de la misma no depende de él, sino de una asociación ganadera local.
La forma del Torreón es de una pequeña edificación de base cuadrada, la cual tiene unas paredes de pizarra con un grosor de 1,20 metros y con las esquinas reforzadas de granito.
En el medio del Torreón podemos observar un pequeño aljibe o depósito que tendría la función de depositar agua, y el cual tiene unas medidas interiores de 1,50 m² (medidas aproximadas) y unas medidas exteriores de (2,15 x 2,10) m.

### Gentilicio
Los gentilicios de torrejoncillano y torrejoncillana provienen como su nombre indica directamente del nombre de la localidad mientras que los gentilicios de pringón y pringona según algunos estudios provienen de la pringue o manchas que se producían en los antiguos telares torrejoncillanos al producir sus famosos paños.

## Símbolos

#### Escudo
El escudo de Torrejoncillo fue aprobado el 23 de octubre de 1986, y heráldicamente se describe así:

Entado en punta: 1º, de plata, un león rampante, de púrpura (que puede representarse de gules), linguado y armado de gules y coronado de oro; 2º, de sinople, una torre derruida de oro; entado de azur, una antorcha de oro flamante de oro y gules. Al timbre, Corona Real cerrada.
Mérida, 09 de octubre de 1986

#### Bandera
La bandera de Torrejoncillo fue aprobado el 14 de julio de 1987, y se describe así:

Dos trapecios simétricos del eje longitudinal de la bandera, con triángulo, uno de cuyos vértices está situado en el centro exacto del rectángulo de la misma, estando los otros dos vértices en el extremo superior y en el extremo inferior del lado contrario de sujeción del mástil. Trapecio superior en color blanco. Trapecio inferior en color verde. Triángulo en color azul celeste. Al centro irá bordado el escudo representativo del Municipio.
Mérida, 07 de julio de 1987

## Geografía

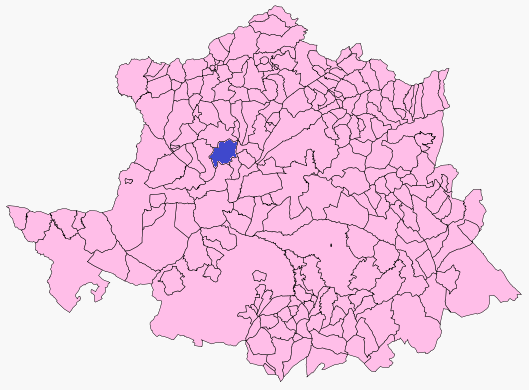
Situación del término municipal de Torrejoncillo en la provincia de Cáceres

La población está situada a una altitud de 328 m s. n. m. El término municipal de Torrejoncillo con un área de 94,54 km² tiene los siguientes límites:
| Noroeste: Portaje y Coria | Norte: Coria    | Noreste: Morcillo y Guijo de Galisteo |
| Oeste: Portaje            |                 | Este: Valdencin Riolobos y Holguera   |
| Suroeste Portaje          | Sur: Portezuelo | Sureste: Pedroso de Acim              |

La siguiente tabla muestra la distancia entre Torrejoncillo y las localidades y lugares de interés más importantes de la provincia de Cáceres, las ciudades de Extremadura y capitales de provincias españolas, utilizando para ello la distancia más rápida por carretera, lo cual implica que no necesariamente es la más corta.
| Localidades y lugares de interés | Distancia | Ciudades              | Distancia | Capitales | Distancia |
| -------------------------------- | --------- | --------------------- | --------- | --------- | --------- |
| Moraleja                         | 30,7 km   | Coria                 | 12,5 km   | Cáceres   | 56,4 km   |
| Montehermoso                     | 33,6 km   | Plasencia             | 52,9 km   | Badajoz   | 146 km    |
| Parque nacional de Monfragüe     | 57,5 km   | Trujillo              | 78,7 km   | Salamanca | 174 km    |
| Puente de Alcántara              | 63,6 km   | Navalmoral de la Mata | 97,6 km   | Ávila     | 210 km    |
| Ciudad romana de Cáparra         | 68,7 km   | Mérida                | 126 km    | Madrid    | 281 km    |
| Jaraíz de la Vera                | 82,9 km   | Miajadas              | 137 km    | Sevilla   | 317 km    |
| Monasterio de Yuste              | 90,9 km   | Don Benito            | 172 km    | Lisboa    | 368 km    |
| Central nuclear de Almaraz       | 94 km     | Zafra                 | 188 km    | Barcelona | 903 km    |

### Hidrografía
El río más importante del municipio de Torrejoncillo es el río Alagón, uno de cuyos tramos sirve de límite municipal entre Torrejoncillo y Coria. Los arroyos más importantes del término son afluentes del Alagón o del Tajo, y de éstos destacan el arroyo del Encín, afluente del Alagón que nace cerca del Monasterio del Palancar y pasa por Valdencín, y la rivera de Fresnedosa, afluente del Tajo que nace en Pedroso de Acim y sirve de límite municipal entre Torrejoncillo y Portezuelo.
En los últimos años se han realizado dos obras hidrológicas de entidad en la localidad. En los años ochenta se realizó La Presa de Portaje, un embalse de 23 hm³ de capacidad que además de abastecer de agua a la localidad, cuenta con una riquísima variedad ornitólogica y con un bellísimo paisaje.
En el año 2010 se realizó una canalización del agua de este embalse al embalse Gaudilova de Cáceres para abastecer la capital cacereña.
En los años noventa se realizó otro embalse, junto a la localidad de Pedroso de Acim, con el único propósito de abastecimiento de agua y de menor capacidad que el anterior.
En la población existen dos fuentes de agua natural que proviene del manantial situado junto al Pedroso de Acim, pero en término municipal de Torrejoncillo.
Parte de las tierras torrejoncillanas son dedicadas a la agricultura de regadío, tierras que son regadas por el agua conducida a través de las canalizaciones que conducen las aguas procedentes del embalse de Valdeobispo.

### Clima
Torrejoncillo tiene un clima mediterráneo Csa (templado con verano seco y caluroso) según la clasificación climática de Köppen.
| Parámetros climáticos promedio de Torrejoncillo                                                                                     | Parámetros climáticos promedio de Torrejoncillo | Parámetros climáticos promedio de Torrejoncillo | Parámetros climáticos promedio de Torrejoncillo | Parámetros climáticos promedio de Torrejoncillo | Parámetros climáticos promedio de Torrejoncillo | Parámetros climáticos promedio de Torrejoncillo | Parámetros climáticos promedio de Torrejoncillo | Parámetros climáticos promedio de Torrejoncillo | Parámetros climáticos promedio de Torrejoncillo | Parámetros climáticos promedio de Torrejoncillo | Parámetros climáticos promedio de Torrejoncillo | Parámetros climáticos promedio de Torrejoncillo | Parámetros climáticos promedio de Torrejoncillo |
| Mes | Ene.                                            | Feb.                                            | Mar.                                            | Abr.                                            | May.                                            | Jun.                                            | Jul.                                            | Ago.                                            | Sep.                                            | Oct.                                            | Nov.                                            | Dic.                                            | Anual                                           |
| --- | ----------------------------------------------- | ----------------------------------------------- | ----------------------------------------------- | ----------------------------------------------- | ----------------------------------------------- | ----------------------------------------------- | ----------------------------------------------- | ----------------------------------------------- | ----------------------------------------------- | ----------------------------------------------- | ----------------------------------------------- | ----------------------------------------------- | ----------------------------------------------- |
| Precipitación total (mm) | 98.70                                           | 77.70                                           | 48.70                                           | 52.50                                           | 62.30                                           | 30.80                                           | 6.80                                            | 5.20                                            | 38.30                                           | 74.60                                           | 98.70                                           | 83.50                                           | 677.80                                          |
| Fuente: Ministerio de Agricultura, Alimentación y Medio Ambiente. Datos de precipitación para el periodo 1961-2003 en Torrejoncillo |                                                 |                                                 |                                                 |                                                 |                                                 |                                                 |                                                 |                                                 |                                                 |                                                 |                                                 |                                                 |                                                 |

## Historia
Algunos hallazgos, como el de los exvotos encontrados en su término demuestran que ya hubo asentamiento de población en la Edad de Bronce. Después pasaron romanos, visigodos y árabes, pero sería a raíz de la repoblación de la Reconquista cuando definitivamente nace Torrejoncillo como asentamiento definitivo, allá por 1200.
El artesanado de este pueblo, sobre todo en lo relativo a su industria textil, lo hizo famoso en toda España hasta el siglo XIX, y hoy día puede considerarse aún como uno de los centros artesanales de más importancia de Extremadura. Todavía existen talleres de tinajería, orfebrería, zapatería, telares… Sin embargo, en la actualidad, se le conoce fundamentalmente como el pueblo de "La Encamisá".
A la caída del Antiguo Régimen la localidad se constituye en municipio constitucional en la región de Extremadura, partido judicial de Coria que en el censo de 1842 contaba con 1200 hogares y 6574 vecinos.

### Prehistoria
Los primeros asentamientos humanos del término municipal de Torrejoncillo datan del siglo III a. C. En 1993 fueron descubiertas, en la finca del Encinejo, siete pequeñas figuras de bronce: cinco cabritillas, una cabeza de cabritilla y un jinete, así como unos exvotos vetones que posiblemente estaban dedicados a Ataecina, diosa de la noche cuyo culto, al parecer, estaba bastante extendido por esta zona en aquella época.

### Época romana
Torrejoncillo se situaba cerca de la Vía Dalmacia, y se han encontrado diversos restos romanas como canterías labradas, columnas, capiteles, monedas, ladrillos, tégulas y restos de mosaicos.

### Época árabe y Reconquista
Durante la dominación árabe se formaron cerca de Torrejoncillo asentamientos en alquerías de chozas o bujíos de cabreros y vaqueros. Las alquerías terminaron agrupándose en el Val de la Jamarga en torno a un pequeño torreón, que daría nombre al pueblo, Torreoncillo.

...Es tradición antigua en el lugar de Torrejoncillo, y aún consta en los papeles que están en su archivo, jurisdicción de la ciudad de Coria, cuya aldea es, que dicho lugar de Torrejoncillo lo comenzaron a fundar unos pastores que comúnmente llaman acá en Extremadura “serranos”, y que éstos bajaron de las tierras de Zamora y, a imitación de la torre donde daba voces el perro contra los perros judíos, los dichos pastores o serranos un cuarto de legua del lugar de Torrejoncillo, camino de Holguera, edificaron una torre o torreoncillo del que aún hay vestigios y cimientos, y llamaron a aquel sitio el Valle de Torrejón. De ahí se mudaron después al sitio que ahora tiene dicho lugar por ser más enjuto y sano, de donde le vino a quedar el nombre de Torrejoncillo...
Fray Francisco de Torrejoncillo en su libro “Centinela contra judíos” de 1674

Todavía se pueden ver las ruinas de un torreón parecido junto a la antigua vía romana, dado que estas construcciones se usaron mucho durante la Reconquista como torreón defensivo, refugio o vigilancia ante posibles ataques, avances o retrocesos, habituales en la zona que hay entre los ríos Alagón y Tajo.
Desde la Cruz de Lata, el nuevo emplazamiento, la población comenzó a extenderse hacia abajo para adaptarse a las necesidades ganaderas, dando lugar a un conjunto de calles estrechas y entrecruzadas propias de una estructura árabe que aún se conserva. Hasta 1227, cuando se promulgó el Fuero de Coria y había terminado casi la repoblación, no se podía hablar de Torrejoncillo como lugar, que quedó ligado a dos instituciones: la diócesis y la Comunidad de la Villa y Tierra de Coria.
Como apenas son citados los lugares en esta comunidad, existe un gran vacío de datos históricos hasta que aparecieron los Archivos Parroquiales a mediados del siglo XVI. Pese a ello se puede deducir que Torrejoncillo no tenía los privilegios concedidos a villas y lugares vecinos al considerársele un pueblo árabe lejos de las manos de Dios. Sin embargo, debió producirse un considerable aumento de la población al necesitarse habilitar como iglesia una pequeña ermita, la que hoy es la ermita de san Sebastián, y construir luego otra más al Sur, la de san Andrés. La tradición cuenta que el ejército de la Beltraneja, que se encontraba acampado en esta zona, se vio forzado a abandonarla, dejando tras de sí una gran cantidad de ovejas cuya lana dio origen a la industria de paños torrejoncillana.

### Edad Moderna
Las Relaciones Topográficas de Felipe II reflejan que Torrejoncillo conoció en el siglo XVI un gran resurgimiento económico y demográfico. Se construyeron otras dos ermitas, las de San Albín y San Pedro, y se proyectó la construcción, bajo la dirección de Pedro de Ibarra, de una nueva iglesia parroquial sobre la ya existente al sur, que no finalizaría hasta siglo y medio después. La población aumentó aún más en el siglo XVII, a pesar de las epidemias. Al finalizar el siglo, según el Catastro del Marqués de la Ensenada, se llegó a los 3068 habitantes, probablemente debido a que comenzó una actividad textil que convirtió a Torrejoncillo en el mayor centro económico de la comarca.
La industria pañera trajo prosperidad al pueblo durante siglo y medio. El sistema de fabricación se basaba en pequeñas empresas familiares, que complementaban su labor con la agrícola. La lana tenía un complicado proceso de fabricación en cuyo proceso intervenía en algunas fases el aceite, que salpicaba a los trabajadores, lo que hizo que a los torrejoncillanos se les llamase pringones. En esta industria se obtenían paños bastos pero de gran rendimiento. Los paños los comercializaban los sacadores o pañeros que se desplazaban por Extremadura, así como por grandes ferias de otras regiones como la de Medina del Campo, donde hacían la competencia a los pañeros de Cataluña, o a la de Zafra donde entraban en competencia con los de Sevilla.
Ni la Guerra de Sucesión, en la que el pueblo apoyó a Felipe V aportando más hombres que los demás de la comarca al tercio de la Jamarga, ni otras causas negativas como el gran invierno europeo, las plagas o las sequías impidieron que Torrejoncillo siguiese creciendo durante el siglo XVIII. Según el Interrogatorio de la Real Audiencia de Extremadura de 1791, el pueblo tenía y unos 4000 habitantes. En total había 911 familias, de las cuales 600 trabajaban en la lana.

Casa-Ayuntamiento, Cárcel, Pósito y Alhóndiga, escuela conjunta, una más que regular iglesia, cinco ermitas, diez cofradías, once dehesas privadas y una boyal, tres molinos de aceite, buenas cosechas de trigo, centeno, garbanzos, aceite y vino
Interrogatorio de 1791

### SigloXIX
Al comenzar el siglo XIX apareció una epidemia de tifus que provocó más de 300 muertes. Además, el pueblo fue invadido por las tropas napoleónicas, que al principio ocuparon el pueblo sin gran violencia pero, al ser atacado su destacamento por la partida del caracol, reaccionaron con furia y el 4 de septiembre de 1809 entraron de nuevo y quemaron tres cuartas partes del lugar, provocando que gran parte de la población huyera a Garrovillas de Alconétar hasta que Arthur Wellesley, I duque de Wellington liberó el pueblo.
De este suceso se creó una obra de Teatro, '“La Quema de Torrejoncillo”' que se estrenó por primera vez, el 7 y el 8 de julio de 2023, la que atrajo 1000 personas por día, y se repitió al año siguiente con mayor elenco, los días 6 y 7 de julio de 2024.
En 1812, gracias a la Constitución de Cádiz, Torrejoncillo tuvo su primer alcalde constitucional, independiente de Coria. El alcalde fue José Fernández Ballesteros, quien se encargó de reconstruir el pueblo, haciendo que recuperase su anterior auge gracias a la industria textil y a la del cuero. Todo ello ocurrió en un clima de intranquilidad social porque los carlistas intentaron penetrar varias veces entrar en el pueblo, consiguiéndolo una vez, cuando mataron a dos liberales.
Con el decreto desamortizador de Juan Álvarez Mendizábal y la disolución de la Comunidad de la Tierra de Coria, Torrejoncillo, gracias a su gran número de habitantes, salió muy favorecido en el reparto, obteniendo además terrenos en términos cercanos. No fue tan favorable la ley desamortizadora de Pascual Madoz de 1855, que obligó a los municipios a vender sus bienes propios y comunes supuestamente para crear un gran número de propietarios. Sin embargo, se consiguió todo lo contrario ya que los terrenos fueron rematados por los ya terratenientes que tenían dinero para la compra y no por la clase humilde, que antes disponía de los terrenos comunes y desde entonces se vio obligada a estar bajo los nuevos propietarios. De todas las grandes extensiones que poseía el municipio en 1837, solo quedó la dehesa boyal, y eso provocó el inicio de profundos problemas sociales.
Además, la industria pañera entró en una grave crisis, que conduciría lentamente a una segura desaparición. Fueron muchos los factores que contribuyeron a ello: la falta de innovación técnica, en contraste con los nuevos medios ya utilizados desde mucho tiempo atrás en otras zonas, la escasa inversión por parte de quienes podían realizarla, la falta de materia prima por carecer de ganado lanar fijo en el término por ser arrendados por los nuevos dueños los pastos a ganaderos trashumantes, la evidente carencia de vías de comunicación que facilitaran la salida del producto, los enfrentamientos entre los patronos, agrupados en El Centro Industrial, y los obreros, reunidos en las nuevas Sociedades nacidas a finales del XIX: La Protectora, de tejedores; la Neutral, de hiladores y cardadores; La Decisiva, de agricultores; El Trabajo, de albañiles; El Porvenir, de obreros del campo… Más adelante, ya bien iniciado el siglo XX, aparecerían La Productora, La Lealtad, La Unión, La Regional, Unión y Trabajo y otras.
De aquella floreciente industria textil quedaron edificaciones, máquinas viejas, herramientas en desuso… y numerosos obreros sin trabajo que vinieron a añadirse a los que se encontraban en las mismas circunstancias sufriendo las consecuencias de la desamortización de los bienes comunes. Fueron muchos los torrejoncillanos que no tuvieron otra salida que abandonar su tierra, emprender un largo y triste camino cruzando los mares y buscar una nueva vida en la nación argentina. Fue la llamada “emigración a los Buenos Aires” que en este lugar provocó un descenso de la población de mil habitantes en apenas treinta años.

### SigloXX
Torrejoncillo había comenzado el siglo XX en un clima cultural más que destacable. Fueron años de destacadas personalidades en la cultura como el médico, poeta y autor de dramas y zarzuelas Jenaro Ramos, el sacerdote y abogado Saturnino Serrano, los músicos Rafael Gimeno y José Murguía, el sacerdote y escritor Santiago Gaspar y muchos entusiastas de las letras, las ciencias y las artes que se agruparon en torno al recién creado Círculo del Fomento.
Mientras avanzaba el nuevo siglo, la tensión social aumentaba. Como otros pueblos, Torrejoncillo no fue ajeno a las protestas populares, motines, conflictos, ocupaciones de tierras y huelgas, destacando entre estas últimas la protagonizada en junio de 1915 por la Sociedad de Obreros del Campo La Regional. Dicha huelga fue motivada porque no se le daba trabajo a braceros locales en paro y se contrataba a forasteros para las labores de siega.
Tras la guerra civil y los años de penuria y hambre de la posguerra, Torrejoncillo resurgió de la desgracia, gracias a la industria del cuero, importante desde el siglo anterior. Fueron numerosos los talleres de zapatería en la localidad y muchos los empleados en este oficio en los años 1940 y los años 50. El calzado elaborado en esta localidad gozó de gran prestigio, y sus zapateros, como antes los pañeros, se extendieron por buena parte del país y se exhibieron en las mejores ferias. La historia se repitió y fueron también casi idénticas a las de los paños las causas del fin de la industria del calzado. Y de nuevo la emigración, ahora al País Vasco, Cataluña o a países centroeuropeos. Como consecuencia, los 5514 habitantes de 1950 fueron disminuyendo en rápida progresión hasta finalizar el milenio con solo 3557 almas, incluyendo la pedanía de Valdencín, poblado creado con aquellos esperanzadores planes de regadío y colonización.

## Demografía
Torrejoncillo cuenta con una población de 2765 habitantes (INE 2024).
| Gráfica de evolución demográfica de Torrejoncillo entre 1842 y 2021                                                 |
| |
| Población de derecho según los censos de población del INE Población de hecho según los censos de población del INE |

| Gráfica de evolución demográfica de Torrejoncillo entre 1842 y 2011 |
| --- |
| |
| Población de hecho. Población de derecho: A partir del censo de 2001, la población que aparece es la población residente, equivalente a la de derecho. Hogares: la línea de hogares recoge conceptos parecidos pero no idénticos en cada censo. |

| 3968 | 3974 | 4004 | 3989 | 3915 | 3700 | 3720 | 3748 | 3751 | 3727 | 3671 | 3633 | 3633 | 3557 | 3524 | 3462 |
| 2003 | 2004 | 2005 | 2006 | 2007 | 2008 | 2009 | 2010 | 2011 | 2012 | 2013 | 2014 | 2015 | 2016 | 2017 | 2018 |
| 3422 | 3371 | 3373 | 3350 | 3337 | 3322 | 3338 | 3307 | 3307 | 3195 | 3203 | 3198 | 3184 | 3116 | 3044 |      |

|         | Europa  | Europa   | Europa  | Europa    | África | América  | América | Extranjero | Total |
| España  | Francia | Portugal | Rumanía | Marruecos | Brasil | Colombia |         | Extranjero | Total |
| Hombres | 1489    | 1        | 2       | 0         | 1      | 0        | 0       | 6          | 1495  |
| Mujeres | 1537    | 2        | 0       | 1         | 2      | 4        | 3       | 12         | 1549  |
| Total   | 3044    | 3        | 2       | 1         | 3      | 4        | 3       | 18         | 3044  |

Pirámide de población
| Hombres | Edad     | Mujeres |
| ------- | -------- | ------- |
| 11      | 90 y más | 23      |
| 158     | 75-89    | 250     |
| 251     | 60-74    | 258     |
| 343     | 45-59    | 341     |
| 327     | 30-44    | 283     |
| 291     | 15-29    | 276     |
| 194     | 0-14     | 192     |

Los datos de la pirámide de población de (2014) se pueden resumir así:
- La población menor de 20 años es el 17,39 % del total.
- La comprendida entre 20-40 años es el 24,67 %.
- La comprendida entre 40-60 años es el 28,21 %.
- La mayor de 60 años es el 29,74 %.

Esta estructura de la población es típica en el régimen demográfico moderno, con una evolución hacia un envejecimiento de la población y una disminución de la natalidad anual.

## Administración y política

### Gobierno municial
En el periodo 2011-2015, el ayuntamiento de Torrejoncillo está formado por 11 concejales, de los cuales 6 son del PP y 5 del PSOE. Tras las elecciones del 26 de mayo de 2019, el PSOE gana las elecciones obteniendo 6 concejales y el PP, 5. En 2023, el Partido Popular recupera Torrejoncillo con 6 concejales, siendo alcalde Manuel Rodríguez Pacheco.

| Composición del Ayuntamiento de Torrejoncillo para la legislatura 2023-2027 |                               |            |
| Partido                                                                     | Portavoz                      | Concejales |
| PP                                                                          | Manuel Rodríguez Pachecho     | 6          |
| PSOE                                                                        | José Ricardo Rodrigo González | 5          |

Áreas de gobierno
La gestión ejecutiva municipal está organizada en distintas áreas al frente de las cuales hay cuatro concejales con un delegado del área, que será un concejal del equipo de gobierno y en donde el alcalde se integra como miembro nato de todas ellas. Las áreas actuales de gestión del Ayuntamiento son las siguientes:
- Comisión de Economía, Hacienda y Cuentas.
- Comisión de Obras, Personal, Tráfico y Seguridad.
- Comisión de Festejos y Ferias
- Comisión de Cultura
- Comisión de Juventud y Deportes
- Comisión de Valdencín y Asuntos sociales

| Periodo   | Nombre                        | Partido |
| --------- | ----------------------------- | ------- |
| 1979-1983 | Crispulo Manibardo            | AE      |
| 1983-1987 | Crispulo Manibardo            | PSOE    |
| 1987-1991 | Crispulo Manibardo            | PSOE    |
| 1991-1995 | José María Arias Torres       | PSOE    |
| 1995-1999 | José María Arias Torres       | PSOE    |
| 1999-2003 | José María Arias Torres       | PSOE    |
| 2003-2007 | Moisés Levi Paniagua Martín   | PP      |
| 2007-2011 | José María Arias Torres       | PSOE    |
| 2011-2015 | Moisés Levi Paniagua Martín   | PP - EU |
| 2015-2019 | Moisés Levi Paniagua Martín   | PP      |
| 2019-2023 | José Ricardo Rodrigo González | PSOE    |
| 2023-act. | Manuel Rodríguez Pacheco      | PP      |

| Alcaldes democráticos de la ciudad desde 1979 |
| --------------------------------------------- |
|                                               |

### Pedanía
Dentro de dicho término municipal de Torrejoncillo se encuentra la pedanía de Valdencín, la cual se encuentra situada a 7 km de Torrejoncillo y tiene cerca de 400 habitantes.

### Administraciones públicas
Administración autonómica
La Junta de Extremadura posee las competencias concernientes a educación, ejercidas por la Consejería de Educación, encargada de la gestión tanto del profesorado como de los centros educativos, y sanidad, a través del SES, que gestiona los servicios sanitarios del municipio.
Administración municipal
La administración local del municipio corre a cargo de un ayuntamiento de gestión democrática, cuyos componentes se eligen cada cuatro años por sufragio universal. El censo electoral está compuesto por todos los residentes empadronados en Torrejoncillo mayores de 18 años, nacionales de España y de los otros países miembros de la Unión Europea. Según lo dispuesto en la Ley del Régimen Electoral General, que establece el número de concejales elegibles en función de la población del municipio, la corporación municipal está formada por 11 concejales.
Administración judicial
Torrejoncillo forma parte del conjunto de 35 municipios que forma el partido judicial de Coria el cual se sitúa en el noreste de la provincia de Cáceres. El partido se creó como partido judicial contemporáneo en 1834, tras la caída del Antiguo Régimen, con 18 municipios. Dentro del partido, Torrejoncillo es la capital de una secretaría de agrupación de juzgados de paz de la que forman parte siete municipios: Cachorrilla, Casillas de Coria, Holguera, Pescueza, Portaje, Riolobos y Torrejoncillo.

### Asociaciones de municipios
Mancomunidad

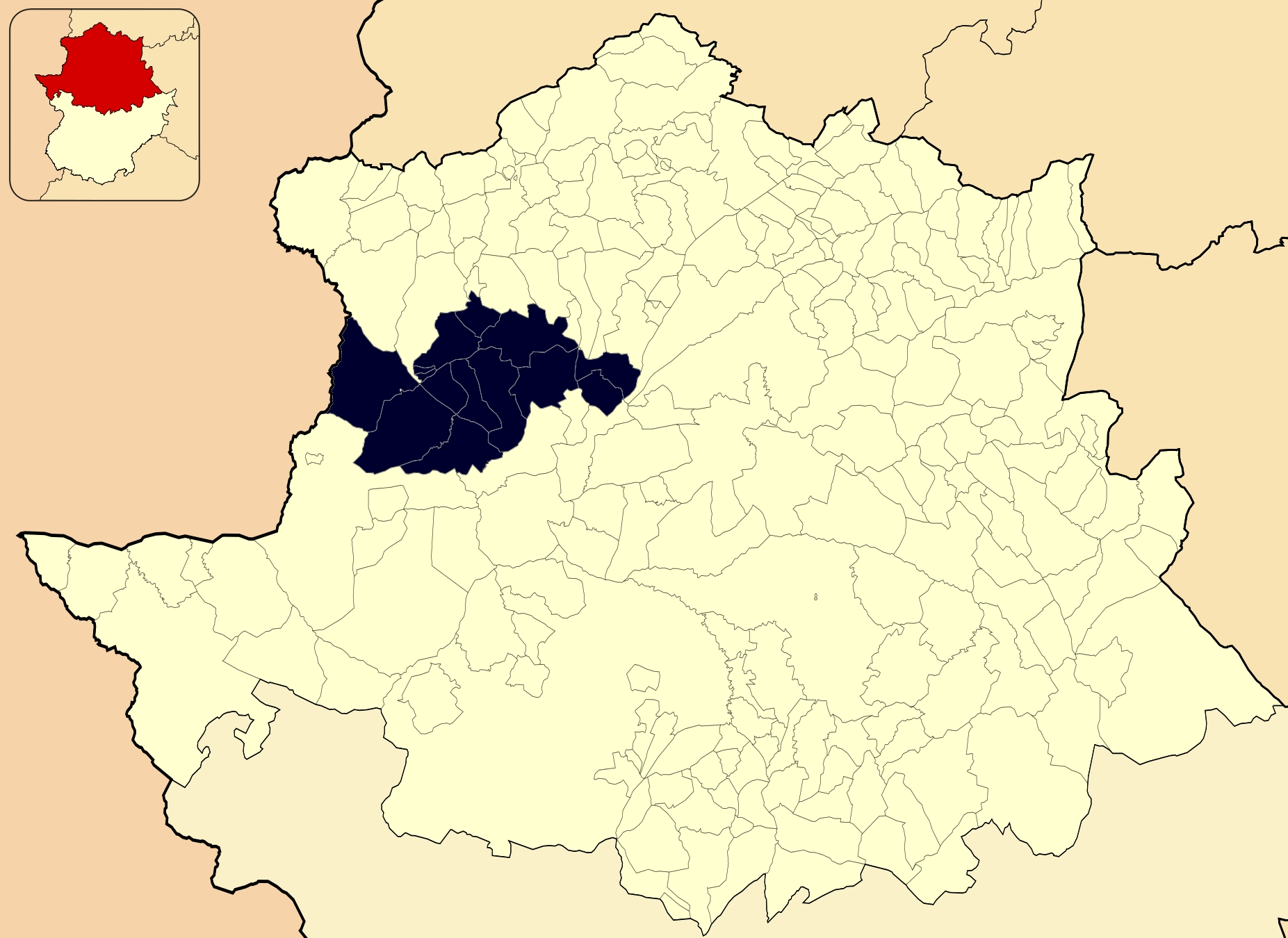
Municipios de la Mancomunidad de la Rivera de Fresnedosa

En rojo, el partido judicial de Coria incluyendo el municipio de Torrejoncillo

Torrejoncillo forma parte de la Mancomunidad de la Rivera de Fresnedosa la cual es una mancomunidad extremeña situada en el oeste de la provincia de Cáceres y en torno la rivera de Fresnedosa.
La mancomunidad se comprende un área de 1.654 km² y abarca una población cercana a las 25.000 personas.
Comarca natural
Torrejoncillo pertenece a la comarca natural del valle del Alagón. Esta comarca natural, cuya localidad más poblada es Coria, está formada por 27 municipios y su territorio se corresponde con los de la Mancomunidad Integral Valle del Alagón y la Mancomunidad de la Rivera de Fresnedosa. La comarca natural está gestionada por la asociación ADESVAL, una asociación formada por los municipios y mancomunidades de la zona junto con otras entidades de la zona como empresas, asociaciones y cooperativas. La principal función de la asociación ADESVAL es la gestión de subvenciones europeas, a través del programa Leader.

## Economía

### Empleo
Según el anuario económico de España 2013 realizado por la Caixa el porcentaje de paro de la población potencialmente activa, se encuentra reflejada en la siguiente tabla:
| \| Porcentaje de paro de la población potencialmente activa \| Porcentaje de paro de la población potencialmente activa \| Porcentaje de paro de la población potencialmente activa \| Porcentaje de paro de la población potencialmente activa \| Porcentaje de paro de la población potencialmente activa \| \| --------------------------------------------------------------------------------------------------------------------------------------------------------------------------- \| -------------------------------------------------------- \| -------------------------------------------------------- \| -------------------------------------------------------- \| -------------------------------------------------------- \| \| Año \| Año \| \| Porcentaje \| Porcentaje \| \| 1996 \| 1996 \| \| 10.5% \| 10.5% \| \| 1997 \| 1997 \| \| 7.4% \| 7.4% \| \| 1998 \| 1998 \| \| 7.2% \| 7.2% \| \| 1999 \| 1999 \| \| 6.7% \| 6.7% \| \| 2000 \| 2000 \| \| 6.6% \| 6.6% \| \| 2001 \| 2001 \| \| 6.4% \| 6.4% \| \| 2002 \| 2002 \| \| 7% \| 7% \| \| 2003 \| 2003 \| \| 6.1% \| 6.1% \| \| 2004 \| 2004 \| \| 9% \| 9% \| \| 2005 \| 2005 \| \| 9.4% \| 9.4% \| \| 2006 \| 2006 \| \| 9.9% \| 9.9% \| \| 2007 \| 2007 \| \| 8.9% \| 8.9% \| \| 2008 \| 2008 \| \| 12.9% \| 12.9% \| \| 2009 \| 2009 \| \| 15.2% \| 15.2% \| \| 2010 \| 2010 \| \| 17.6% \| 17.6% \| \| 2011 \| 2011 \| \| 20.3% \| 20.3% \| \| 2012 \| 2012 \| \| 23.3% \| 23.3% \| \| En la gráfica, el porcentaje se ha multiplicado por tres para una mejor observación, en la columna de porcentaje que se encuentra a la derecha aparecen los valores reales. \| \| \| \| \| |      |  |            |            |
| Porcentaje de paro de la población potencialmente activa |      |  |            |            |
| Año | Año  |  | Porcentaje | Porcentaje |
| 1996 | 1996 |  | 10.5%      | 10.5%      |
| 1997 | 1997 |  | 7.4%       | 7.4%       |
| 1998 | 1998 |  | 7.2%       | 7.2%       |
| 1999 | 1999 |  | 6.7%       | 6.7%       |
| 2000 | 2000 |  | 6.6%       | 6.6%       |
| 2001 | 2001 |  | 6.4%       | 6.4%       |
| 2002 | 2002 |  | 7%         | 7%         |
| 2003 | 2003 |  | 6.1%       | 6.1%       |
| 2004 | 2004 |  | 9%         | 9%         |
| 2005 | 2005 |  | 9.4%       | 9.4%       |
| 2006 | 2006 |  | 9.9%       | 9.9%       |
| 2007 | 2007 |  | 8.9%       | 8.9%       |
| 2008 | 2008 |  | 12.9%      | 12.9%      |
| 2009 | 2009 |  | 15.2%      | 15.2%      |
| 2010 | 2010 |  | 17.6%      | 17.6%      |
| 2011 | 2011 |  | 20.3%      | 20.3%      |
| 2012 | 2012 |  | 23.3%      | 23.3%      |
| En la gráfica, el porcentaje se ha multiplicado por tres para una mejor observación, en la columna de porcentaje que se encuentra a la derecha aparecen los valores reales. |      |  |            |            |

### Evolución de la deuda viva
El concepto de deuda viva contempla sólo las deudas con cajas y bancos relativas a créditos financieros, valores de renta fija y préstamos o créditos transferidos a terceros, excluyéndose, por tanto, la deuda comercial.
| Gráfica de evolución de la deuda viva del ayuntamiento entre 2008 y 2014                             |
| |
| Deuda viva del ayuntamiento en miles de Euros según datos del Ministerio de Hacienda y Ad. Públicas. |

La deuda viva municipal por habitante en 2014 ascendía a 278 000 €.

### Sectores
Dentro del sector primario podemos ver las hectáreas que son dedicadas a cada tipo de cultivo:
| Periodo                                  | 1980-1990 | 2000-2010 |
| Agua (masas de agua, balsas, etc..)      | -         | 213,15    |
| Chopo y Álamo                            | -         | 25,68     |
| Coníferas                                | 15,27     | -         |
| Cultivos herbáceos en regadío            | 1224,31   | 1555,56   |
| Eucalipto                                | 4,44      | 36,96     |
| Frutales en regadío                      | 20,39     | -         |
| Frutales en secano                       | 4,98      | -         |
| Huerta o cultivos forzados               | 34,16     | 1,39      |
| Improductivo                             | 157,57    | 120,08    |
| Labor asociada con frondosas             | 1019,13   | 1431,98   |
| Labor en secano                          | 1821,71   | 1009,99   |
| Matorral                                 | 1807,94   | 536,52    |
| Matorral asociado con frondosas          | 524,15    | 53,31     |
| Olivar en secano                         | 245,24    | 177,42    |
| Otras frondosas                          | -         | 824,69    |
| Pastizal                                 | 512,43    | 930,63    |
| Pastizal asociado con frondosas          | 495,90    | 1132,53   |
| Pastizal-Matorral                        | 538,14    | 1193,75   |
| Pastizal-Matorral asociado con frondosas | 967,00    | 176,40    |
| Viñedo asociado con olivar en secano     | 52,12     | 24,04     |
| Viñedo en secano                         | 18,39     | 19,21     |
| SUPERFICIE TOTAL                         | 9.463,28  | 9.463,28  |

Históricamente, el sector secundario ha sido el más importante del pueblo, destacaban los telares de la industria textil, la cual gozó de mucho prestigio, y que mantuvo a principios del pasado siglo a gran parte de la población ocupada, la decadencia de esta industria comenzó en los años 20, debido a la apertura de otras industrias en municipios cercanos, como son Coria, Cañaveral, Hervás o Béjar. Por otro lado la artesanía siempre ha estado muy relacionada con Torrejoncillo, la primera constancia que se tiene de industrias es en el siglo XVI cuando comienza la industria lanera, la cual provoca un aumento de la población, en el siglo XVIII vuelve a aumentar la población debido al incremento de la industria encargada de la fabricación de paños, industria a la que se dedicaban más de trescientos torrejoncillanos, los cuales para finales de siglo, se multiplicaron al doble. Con la fabricación de cueros y tejidos, Torrejoncillo se convirtió en el centro de toda la comarca, hasta que a mitad del siglo XX, con la desaparición de dicha industria, comenzó la emigración y la población disminuyó. Hubo un período, en el que en el pueblo se encontraban todo tipo de artesanos, como son también la industria hojalatera, de la que salieron los famosos candiles de ala.
Actualmente, todavía existen unos pocos artesanos, que mantienen viva la tradición que existió en el pueblo siglos atrás. 

Existe un polígono industrial llamado La Dehesa el cual se sitúa junto a la carretera de Coria, en la Dehesa Boyal.

### Turismo
Existen tres establecimientos en el municipio, un hostal, una casa rural y un apartamento.

## Servicios

### Educación
El pueblo cuenta con tres centros de educación:
- Centro de Educación Infantil El Duende[31]”, que escolariza a niños de 0 a 3 años en régimen de enseñanza no obligatoria.
- Centro de Educación Infantil y Primaria Batalla de Pavía[32][33]”, al que asisten niños de primero a tercero de educación infantil y alumnos de primero a sexto curso de educación primaria.
- Instituto de Educación Secundaria Obligatoria Vía Dalmacia[34]”, donde se imparten los cursos de educación secundaria obligatoria (ESO) y el Programa de Cualificación Profesional Inicial PCPI (Auxiliar de servicios administrativos).

### Sanidad
Torrejoncillo cuenta con un centro médico situado en la avenida del Parque s/n, sobre la antigua laguna de San Antonio. En él se atienden las consultas médicas de atención primaria, tiene un servicio de urgencias que opera las 24 horas del día.
El pueblo cuenta con dos farmacias situadas una en la avenida del Parque y otra en la calle Coria.
También se dispone del asilo Santa Isabel, esta residencia de ancianos está gestionada y administrada por el Obispado de Coria-Cáceres y atiende a personas mayores, generalmente de la localidad aunque también de otros núcleos de la provincia.

### Seguridad
En cuanto a seguridad el pueblo cuenta con las siguientes dotaciones
, las cuales se encargan de velar por la seguridad ciudadana, tanto en relación con la delincuencia como al mantenimiento del orden:
- Policía local. Su sede está en la casa consistorial de la localidad.
- Guardia Civil. Su cuartel está situada en la carretera de Ciudad Rodrigo.
- Protección Civil.
- Emergencias 112. Al igual que en el resto de Extremadura está operativo el sistema de Emergencias 112, que atiende cualquier situación de urgencia.

La ciudad no dispone de parque de bomberos (los más cercanos están en Coria).

### Cementerios
- Cementerio municipal de Torrejoncillo: Construido en 1866, ha sufrido numerosas remodelaciones y ampliaciones hasta nuestros días, aunque conserva su traza original. Rodeado de jardines, se encuentra unido a la ermita de San Saturnino.

### Transporte

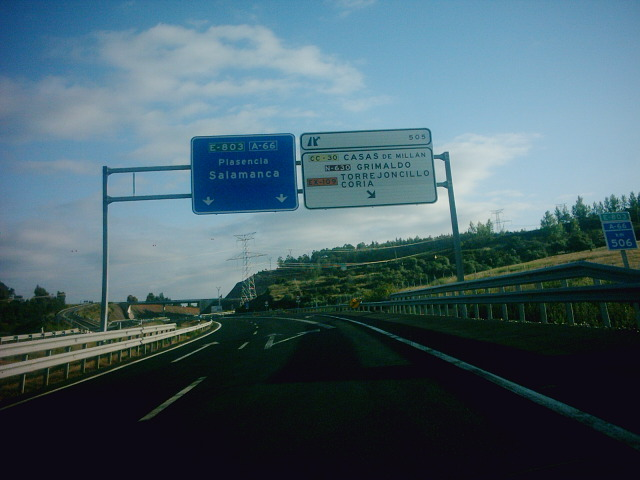
Salida a Torrejoncillo por la EX-371 en la Autovía Ruta de la Plata

#### Carreteras
La carretera más importante que pasa por Torrejoncillo es la EX-109, que conecta el pueblo con Coria, Moraleja y Perales del Puerto en sentido Norte, y Portezuelo en sentido Sur. Por esta carretera se puede acceder a carreteras secundarias que conectan el pueblo con Portaje, Holguera y la A-66.
| Nombre | Lugar de entrada a la localidad | Lugares a los que va |
| ------ | ------------------------------- | --- |
| EX-109 | Noreste de la localidad         | Lleva a Coria, con salidas a la CC-V-49 (dirección Portaje), salida secundaria a Rincón del Obispo y con salidas a EX-108 y a CC-V-59 . |
| EX-109 | Sureste de la localidad         | Lleva a la N-630 y A-66 (dirección Cáceres).                                                                                            |
| CCV-29 | Este de la localidad            | Lleva a Holguera, Riolobos y a la N-630 con salida secundaria a Valdencín.                                                              |
| EX-371 | Sur de la localidad             | Lleva a Portezuelo y a la N-630 . |

Taxis
Existe una parada de taxis en la calle Francisco Corcho.
Autobús
La parada de autobús de Torrejoncillo se encuentra en la carretera de Ciudad Rodrigo.
Ferrocarril
La estación de tren más cercana a Torrejoncillo es la estación de Cañaveral localizada a 18 km y con trenes que cubren los servicios Regional, Regional Exprés (antiguamente denominado TRD), MD e Intercity de la línea 52 de Media Distancia.
Transporte aéreo
No existen aeropuertos en la provincia de Cáceres.
El aeropuerto regional y nacional más cercanos a Torrejoncillo es el aeropuerto de Badajoz situado a 172 km.
Los aeropuertos internacionales más cercanos en territorio español son los de Salamanca situado a 188 km, Madrid a 296 km y Sevilla a 321 km.
Los más cercanos en territorio portugués son el aeropuerto de Lisboa a 365 km y el de Oporto a 366 km.

#### Vehículo privado
Torrejoncillo cuenta con un parque automovilístico a razón de 475 automóviles /1000 hab. siendo inferior a la razón provincial que dispone de 487 automóviles por cada 1000 habitantes, de acuerdo con los datos existentes en la base de datos del Anuario Económico de España 2013, publicado por La Caixa. En estos mismos datos se observa un gran número de camiones y furgonetas lo que indica un gran número de transportistas de mercancías autónomos o en pequeñas empresas o cooperativas y un importante trasiego de estos vehículos por el municipio.
| Tipo de vehículo         | 1997 | 1998 | 1999 | 2000 | 2001 | 2002 | 2003 | 2004 | 2005 | 2006 | 2007 | 2008 | 2009 | 2010 | 2011 | 2012 |
| Automóviles              | 885  | 929  | 981  | 1037 | 1088 | 1133 | 1164 | 1205 | 1253 | 1290 | 1342 | 1410 | 1440 | 2405 | 2437 | 2460 |
| Camiones y furgonetas    | 284  | 290  | 314  | 320  | 323  | 330  | 333  | 336  | 358  | 373  | 403  | 429  | 437  | 452  | 448  | 450  |
| Otros vehículos de motor | 109  | 113  | 116  | 128  | 144  | 153  | 154  | 155  | 173  | 182  | 454  | 492  | 493  | 494  | 492  | 492  |
| Total                    | 1278 | 1332 | 1411 | 1485 | 1555 | 1616 | 1651 | 1696 | 1784 | 1845 | 2199 | 2331 | 2370 | 2405 | 2437 | 2460 |

## Patrimonio

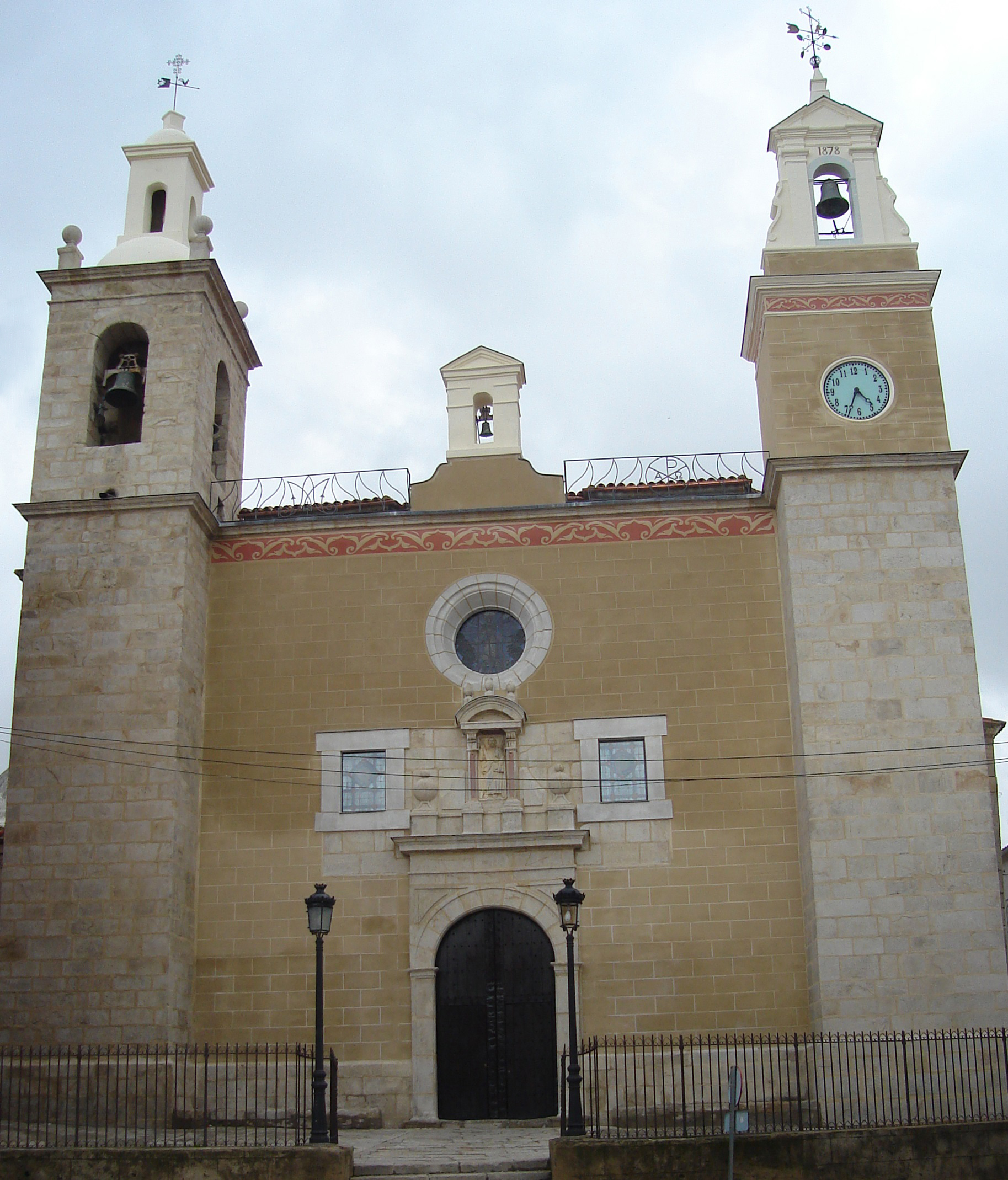
Iglesia de San Andrés

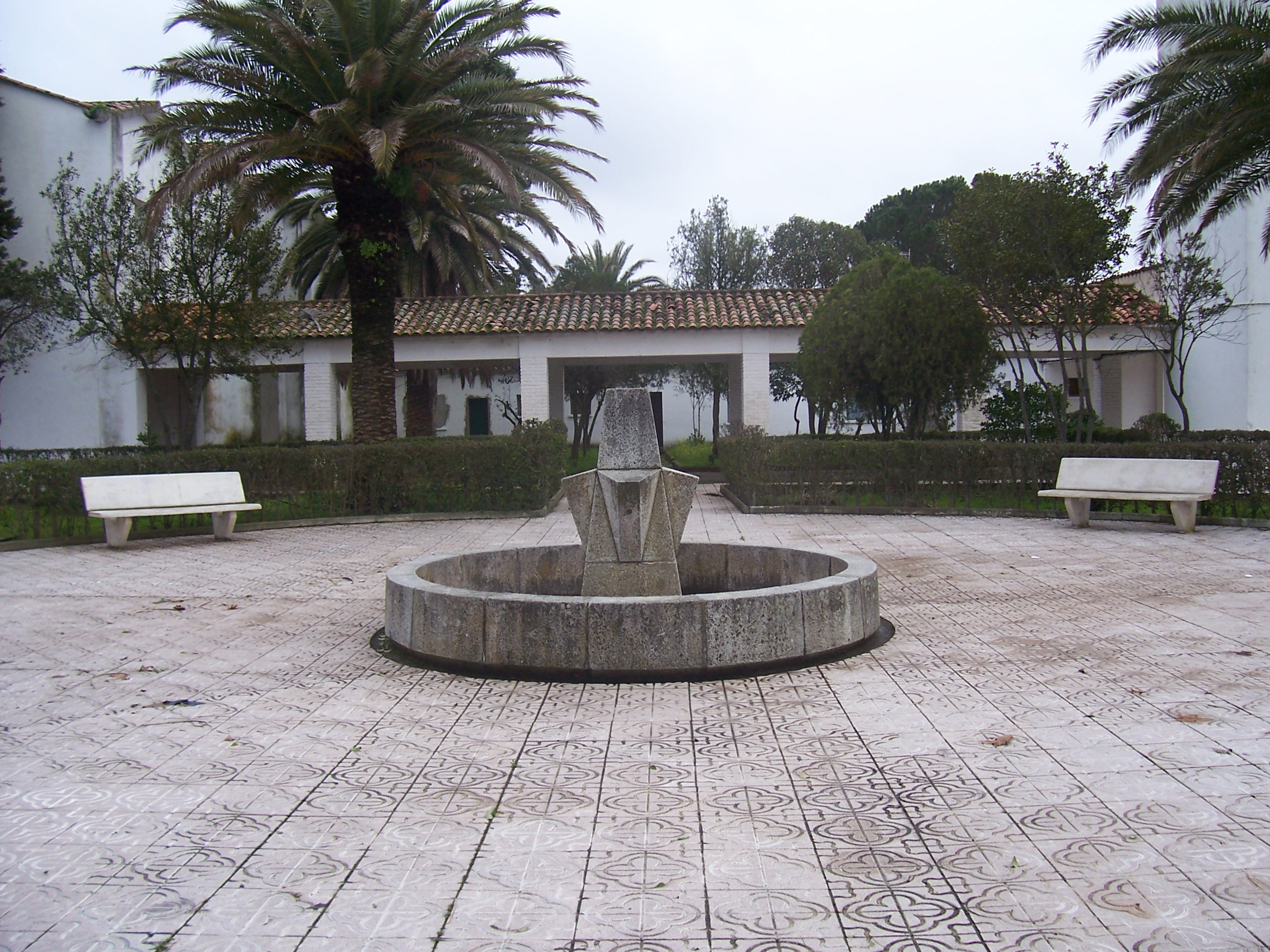
Fuente en Valdencín

En el municipio de Torrejoncillo se encuentran los siguientes monumentos civiles, militares y religiosos:

### Civil
- Ayuntamiento: Bello edificio de fachada neoclásica y planta rectangular realizado durante la regencia de María Cristina.
- La Aceña del Duque:[38][39] Fue un antiguo molino harinero que durante los siglos XVIII y XIX de la revolución industrial llegó a tener un gran protagonismo en la localidad de Torrejoncillo. Toda su actividad siempre estuvo relacionada con el agua y la energía hidráulica.

### Militar
- Torreón de la Dehesa: Torreón localizado en la dehesa boyal y del cual se cree que viene el nombre de Torrejoncillo, construido en un sitio estratégico en el que podía avisar a Coria de posibles movimientos en las tropas de Portezuelo.
- Torreón de Monte Sordo: Se encuentra localizado en la finca de Monte Sordo, dentro del término municipal de Portaje, en un paraje denominado Cerro de la Torre (a unos kilómetros de Torrejoncillo) y se trata de un torreón del cual actualmente apenas quedan restos, reduciéndose a un pequeño montículo de tierra. En la antigüedad servía de intermedio para avisar a Coria ya que desde el Torreón de la Dehesa sería imposible avisarles directamente.

### Religioso
- Iglesia de San Andrés, en la plaza del Ayuntamiento, del siglo XVI. Es la iglesia parroquial de la localidad de Torrejoncillo.
- Iglesia de Valdencín, del siglo XX.
- Ermita de San Sebastián, al norte de la localidad de Torrejoncillo, se considera que es la edificación más antigua del pueblo y fue la primera iglesia no parroquial de Torrejoncillo. En esta ermita se hace la velá a San Sebastián el 19 de enero.
- Ermita de San Antonio, al Este del pueblo, del siglo XVIII. La fiesta de San Antonio se celebra el 13 de junio.
- Ermita de San Saturnino, al oeste del pueblo, del siglo XVIII. Desde el siglo XIX está unida al cementerio.
- Ermita de San Pedro, se encuentra 5 kilómetros al oeste de la localidad, allí se celebra la romería de Torrejoncillo.

Son características las cruces ubicadas en distintos puntos de la localidad. Hitos que señalaban las entradas del pueblo. Destacamos las siguientes:
- Cruz de los Caídos y Cruz de San Antonio: Situadas junto a la ermita de San Antonio.
- Cruz de Lata: Situada en las proximidades de la ermita de San Sebastián, su nombre deriva del material con que está hecha. Se estima que en torno a ella se realizaron los primeros edificios religiosos. Desde aquí surgió Torrejoncillo.
- Cruz del Pilar y Monumento de La Encamisá: Situada en la plaza de La Encamisá, destaca por sus relieves y por las figuras del crucificado en el anverso y la Virgen en el reverso. Junto a esta cruz se encuentra el monumento de La Encamisá, monumento moderno en honor la fiesta mayor del pueblo.
- Cruz de la calle Coria: Cuenta la tradición que en ella se sentaba a descansar San Pedro de Alcántara cuando hacía el camino de Coria al convento del Palancar.
- Cruz Mocha: Se encuentra situada en la calle Coria, empotrada en una pared, una de las más antiguas y deterioradas por el paso del tiempo.
- Cruz de la Carrera: Ubicada en la calle carrera.

## Cultura

### Instalaciones culturales
La casa de Cultura es la sede la Universidad Popular de Torrejoncillo y aquí se ubica la biblioteca municipal, aulas de informática, un salón de exposiciones, oficinas y las instalaciones del teatro.
El municipio contó con dos cines. El cine España era propiedad de Pedro León Acacio y abrió sus puertas en enero de 1939. Contaba con 414 localidades y abría los domingos. El cine Lasi se inauguró en junio de 1948 y contaba con 624 localidades.

### Entidades culturales
- Asociación Paladines de la Encamisá[41]
- Asociación Cultural Torrejoncillo[42]

### Eventos culturales
- Certamen Nacional de Teatro.
- Semana Cultural.
- Semana de la Mujer.
- Semana de la Tercera Edad.
- Jornadas para la Tolerancia.

### Festividades

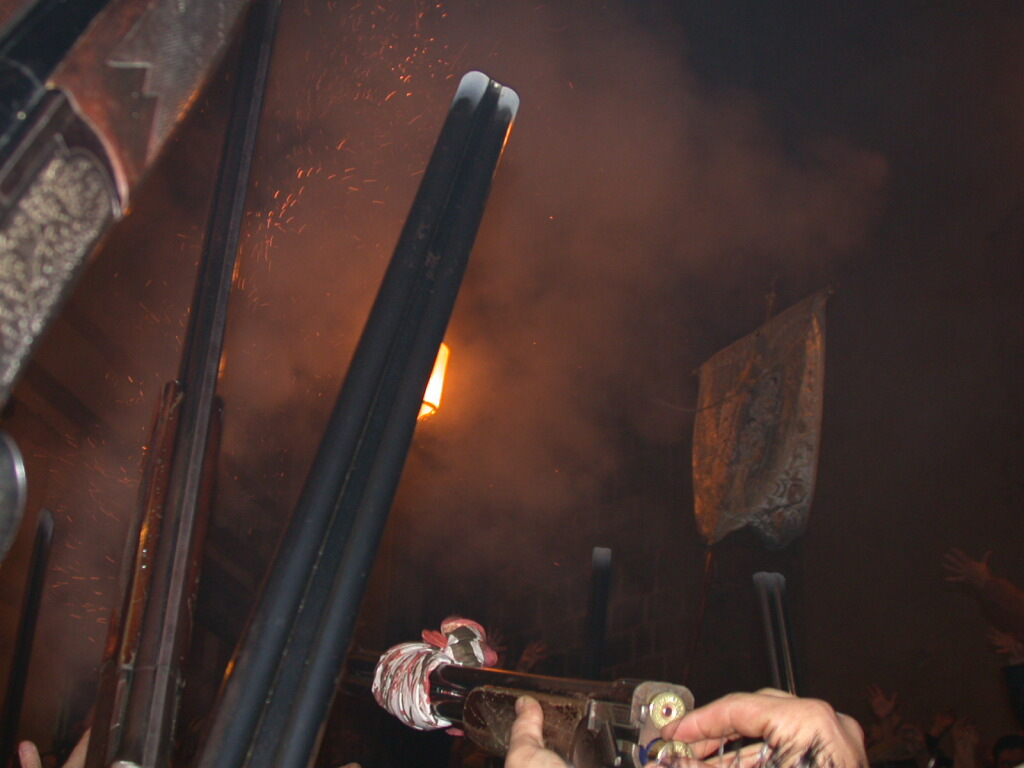
Salida del estandarte en la Encamisá

#### La Encamisá
La Encamisá es una fiesta de interés turístico que se celebra la noche del 7 al 8 de diciembre.
A las diez en punto de la noche del 7 de diciembre, víspera del día de la Inmaculada Concepción, se abre la puerta de iglesia parroquial y de ella sale un estandarte celeste con la imagen de María Inmaculada bordada en él, con cientos de personas vitoreando. En otro lugar de la plaza Mayor, otro grupo de personas hacen sonar sus escopetas, lanzando salvas en honor a la Virgen, cubriendo toda la plaza de humo y olor a pólvora. El estandarte recorre unos 20 metros y es entregado al mayordomo que monta un caballo atalajado vistosamente para la ocasión. Éste va acompañado por dos personas a sus lados. Detrás hay varias centenas de jinetes que, en el momento de recibir el mayordomo el estandarte, lo vitorean y aclaman. Todos van cubiertos por una sábana blanca, adornada con finísimas puntillas y en algunos casos por estrellas.

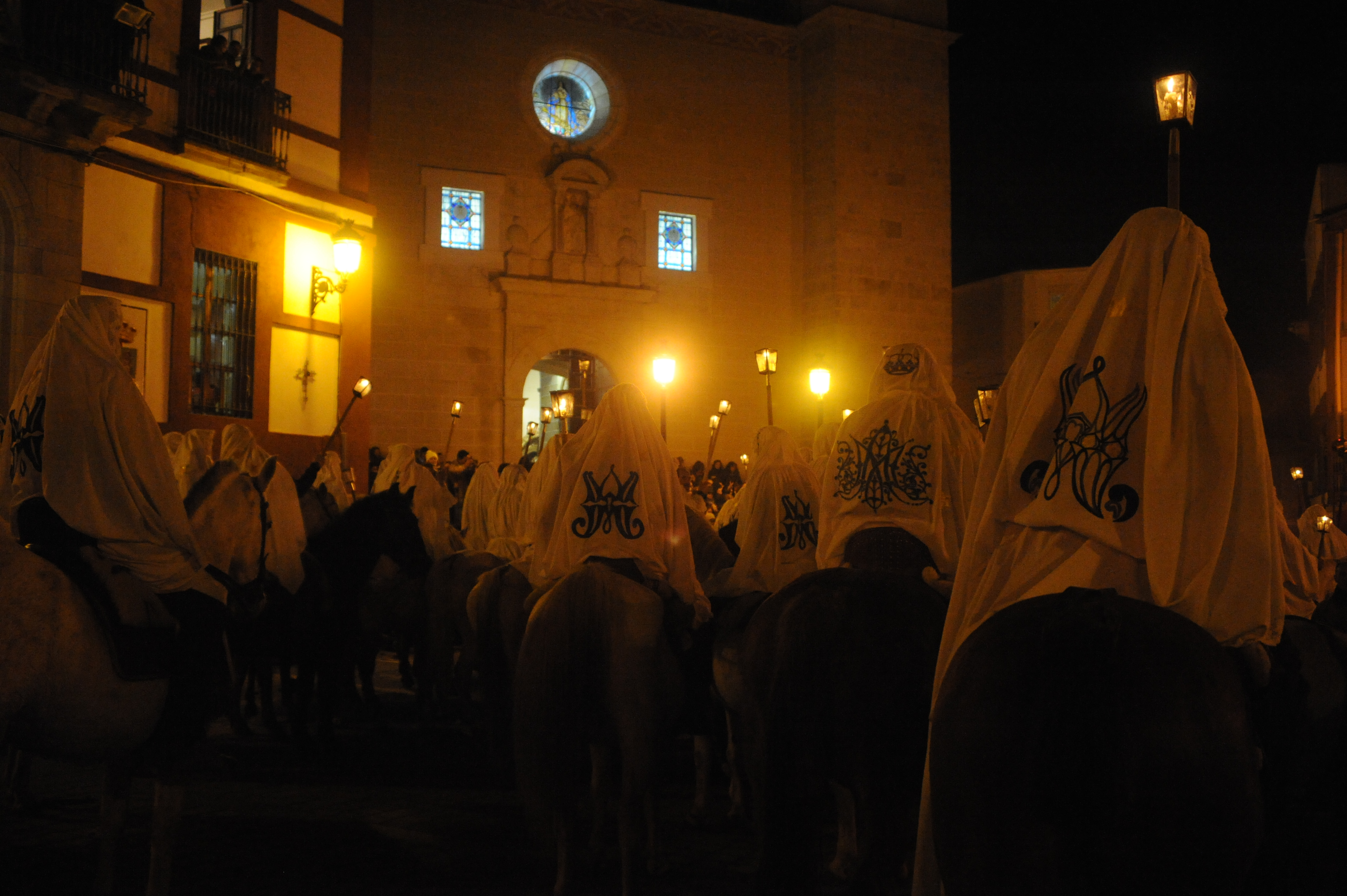
Paladines de la Encamisá

Entre una nube con olor a pólvora, la procesión recorre las empinadas calles del pueblo. En sus plazuelas se encienden “joritañas” para combatir al frío o simplemente charlar alrededor de ella con los familiares y amigos, en las cuales los niños queman sus “jachas” (haces de gamonita) que, con mucho amor y paciencia, les han preparado sus abuelos o padres. Todo el pueblo acompaña y aclama a su Virgen. Después de dos horas y media aproximadamente, la comitiva regresa a la plaza y todo el pueblo despide el estandarte. A continuación, los mayordomos invitan a todos los asistentes a degustar los coquillos, el dulce típico torrejoncillano, y a probar los vinos de la zona.

#### La velá de San Sebastián
Cada 19 de enero se celebra en Torrejoncillo las vísperas de San Sebastián con "La Velá" la cual consiste en encender una gran hoguera en la plaza junto a la ermita del santo.
El día 19 a las 15:30 se procede a encender la Velá, una hora después, a las 16:30, se celebran las vísperas, que consiste en rezar un rosario al santo. Durante toda la tarde-noche se realiza la visita al santo y la convivencia de los paisanos alrededor de La Velá. Con la venta de rosquillas, la cual se produce dentro del templo y sirve para colaborar con la imagen del mártir y su ermita y los típicos “palos a la velá”.
Durante el día del 20 de enero, a las 12:00 se celebra una misa extremeña cantada por el coro que comúnmente se conoce como el de “Las Amas de Casa”, posteriormente la procesión del santo y para finalizar se realiza un convite para todos los asistentes ofrecido por los mayordomos.

#### Romería de San Pedro
Cada segundo lunes de pascua, día que suele ser en el mes de abril, se celebra en Torrejoncillo la romería en honor al Apóstol San Pedro. Ese día, sobre las siete de la mañana, la Junta Directiva de los Amigos de San Pedro, asociación que organiza la romería, recorre el pueblo acompañada de la música de una charanga para anunciar a los vecinos que llega ese día. Esto figura en el programa de festejos como Diana Floreada.
Sobre las nueve y media de la mañana, salen las Cruces de la iglesia a la pradera de San Pedro, lugar donde se celebra dicha Romería. Las cruces, en su recorrido desde la plaza Mayor hasta la Plazuela de la Cruz de la Carrera, van acompañadas por una muchedumbre bailando al son de la charanga, con canciones ya típicas en un día como este, terminando estos últimos años el repertorio con Paquito el Chocolatero.
Las Cruces siguen su curso por la avenida de Extremadura, el colegio Batalla de Pavía y el puente de la Lancha hasta introducirse en la dehesa boyal. Mientras unos van andando, otros tantos se dirigen al ejido con sus coches, siendo este día el único que hay atasco en Torrejoncillo. Un buen número de amantes del caballo hacen lo propio montados en sus bestias.
Mientras unos acompañan lo andado con vino de la zona, lomo y chorizo en el Torreón o unos metros adelante en la portera justo al abandonar la dehesa boyal, los que se acercan a la ermita en cuadrúpedos, hacen su parada en el "Descansadero".
A las 11:30 horas está anunciada la celebración de la misa en honor al Santo y la finalización del novenario que se celebra cada tres años, por lo que a esa hora las cruces deben estar en la pradera. Todo el pueblo, minutos antes de la hora anteriormente citada, espera su llegada. Las cruces son recibidas y acompañadas por la charanga dándole una vuelta a la ermita antes de entrar en ella.
Tras la celebración de la eucaristía, San Pedro sale en procesión alrededor de la ermita, realizando la tradicional Subasta de las Patas, antes de su entrada en el templo. A continuación se celebra la Carrera de Cintas en la pradera a cargo de los múltiples caballos y jinetes que a esas horas llenan la zona.
Cuando llega la hora, las cruces se van hacia el pueblo y la gente, en un intervalo de tiempo más o menos grande, también. Unos las acompañan andando, los que vienen a caballo vuelven con él a esperarlas con el Santo, y la inmensa mayoría, mete la comida en el maletero y se traga el atasco de regreso al pueblo.
Sobre las siete y media de la tarde llegan las cruces al parador del Santo y, acompañadas por más personas andando y casi todos los caballos, son llevadas en volandas hasta la plaza de La Encamisá. Allí las espera todo el pueblo junto a la Virgen del Rosario y en procesión la suben bailando al son de la música hasta la plaza Mayor. La velada finaliza con una actuación de la charanga en la plaza del pueblo donde el Tinonino y Paquito son los protagonistas.

#### Fiestas de agosto
Las fiestas de agosto de Torrejoncillo son acontecimientos basados en los actos taurinos celebrados en estas, pero no solo se festejan actos taurinos sino que también hay numerosas actividades como por ejemplo verbenas o mercados rurales y Fiesta del Tálamo también conocidas como "Las Cuartillas"
Festejos taurinos
Estas fiestas se celebran, durante la semana en la que se encuentre el 15 de agosto. En los últimos años son fiestas que han durado seis días entre los días 10 y 19. Se suelen lidiar 16 o 18 reses de diferentes ganaderías.
Los festejos taurinos consisten en encierros nocturnos que son realizados a las cuatro de la madrugada desde los toriles de abajo hacia la plaza Mayor, una vez el toro se encuentra en la plaza es lidiado al estilo tradicional durante una hora aproximadamente para a continuación dar suelta al novillo al recinto exterior (calles), encierros de toros en el mediodía y festejos taurinos por las tardes los cuales comienzan a las 19 horas, los cuales son realizados en la plaza siendo lidiado primero una vaca (esto ha sido durante los últimos años, ya que antiguamente se lidiaba un toro) y por último el toro, la lidia suele durar una hora en el primero, tras el cual se procede a dar muerte a la vaca y tres cuartos de hora en el segundo, una vez trascurrido el tiempo se proceden a abrir todas las puertas de la plaza Mayor para dar suelta al toro por las calles hasta las diez aproximadamente cuando se da muerte al toro.
También uno de los días se realiza el encierro infantil, el cual se hace con carretones humanos desde las piscinas municipales hasta la plaza Mayor, antiguamente se realizaba una lidia en la plaza con dos vaquillas que eran compradas por las peñas del pueblo, pero debido a la ley que prohíbe que los menores de edad participen en los festejos taurinos esta tradición ha desaparecido. En 2008, por primera vez, se lidió un novillo el primer día. En 2009 las fiestas incluyeron exhibición de recortes y toro embolado.
En el año 2013 los festejos taurinos de Torrejoncillo fueron declarados por José Antonio Monago como Festejo Taurino Popular Tradicional.
Fiesta del Tálamo
Esta fiesta en su origen simbolizaba la boda de la Virgen, la cual se realizaba justo después de la recogida de las cosechas, por este motivo las parejas aprovechaban este día para el matrimonio, ya que además debido a las ventas era un momento en el que las parejas disponían de más dinero.
La fiesta se celebraba el último domingo del mes de agosto y consistía en una procesión mayoritariamente de mujeres, en donde las Prioras vestidas con mantilla se colocaban al principio y las damas, vestidas con las "Sayas" (traje típico de Torrejoncillo), se colocaban al final, en la procesión se llevaban en alforjas, cuartillas o costales el trigo desde la casa de los Mayordomos hasta la plaza en donde se encontraba la Virgen del Rosario, aquí se realizaba un reverencia delante de la Virgen y a continuación se volvía de nuevo a la casa de los Mayordomos donde se depositaba el trigo, el cual sería la "maná" que se le regala a la Virgen por su boda.
El lunes, por la mañana las "Prioras" se recorrían el pueblo casa por casa para recordar a los vecinos que por la tarde pasarían a recoger la “maná”. Ya por la tarde, acompañadas por un tamborilero, iban bailando por todas las plazuelas y recogiendo la “maná” de la Virgen (trigo o dinero) y ayudadas por los “diputados” (Mayordomos y allegados que los acompañaban), para esta ocasión las "prioras" iban vestidas de "sayas".
Actualmente esta fiesta es conocida como"Las Cuartillas", se celebra el domingo siguiente a los festejos taurinos en vez del el último domingo de agosto, este cambio fue debido a que estaba disminuyendo considerablemente la afluencia, llegando a un punto en el que se temía por la desaparición de este ancestral festejo, no obstante, gracias a este cambio volvió a resurgir con fuerza. En este festejo los niños son los protagonistas, los cuales, en sus alforjas o cuartillas, ofrecen el trigo a la Virgen del Rosario que se instala para la ocasión en el centro de la plaza Mayor.

#### Feria del Caballo y la Artesanía

Instalaciones del recinto ferial en la feria del caballo y la artesanía

La Feria del Caballo y la Artesanía de Torrejoncillo nació en 1996 y tiene lugar a mediados de septiembre en recinto ferial de la localidad con el objetivo de convertirse en una cita ganadera que decidió posteriormente especializarse en el caballo de raza española siendo el plato fuerte de la feria el concurso morfológico nacional de pura raza española y el concurso nacional de doma vaquera, además de esto, durante la feria se exponen numerosas muestras artesanales en el recinto.
En promedio se reúnen en torno a un centenar de animales, procedentes de cerca de una treintena de ganaderías, y más de cuarenta expositores artesanos, entre los que destacan los alfareros, zapateros, orfebres, manteros y bordados.
También se realiza una exposición alimenticia, donde se pueden degustar muchos productos típicos de la zona, como son: quesos, embutidos, dulces típicos y aceites de la sierra de Gata.
El año 2012 y 2014 no se festejó dicha feria debido a motivos económicos.

#### Otras fiestas
- Carnavales: Fiesta de disfraces el domingo, lunes y martes previos a la Cuaresma.
- Semana Santa: Celebración de la semana con procesiones la noche de Jueves Santo, Viernes Santo y Domingo de Resurrección.
- San Antonio: se celebra el día 13 de junio con una procesión del santo y la bendición del tradicional bollos de San Antonio.
- Sagrado Corazón: procesión de JHS por las calles del pueblo el tercer domingo de noviembre.

#### Fiestas del pasado
Las ferias de junio
La feria se celebraba en Torrejoncillo los días 26 y 27 de junio.
Durante los dos días de feria, había desfiles matutinos de Gigantes y Cabezudos para los más pequeños y una banda de música que tocaba cada mañana, despertando al pueblo, con una alegre diana floreada y más tarde, a mediodía en la plaza Mayor, la misma banda daba un concierto en el atrio de la iglesia de San Andrés, donde también se ponían tómbolas, vendedores ambulantes, como el popular "Señor Rufo" y puestos de turrón y helados, en la plazuela de Don Lorenzo Díaz y el "Fomento" se ponían para los más jóvenes las atracciones de ferias, y a las afueras del pueblo, algunos años, se ponía el circo. Por las noches, se realizaban verbenas en donde se quemaban fuegos artificiales.
El día 26 por la mañana, se realizaba una Feria del Ganado, dicha feria se realizaba en la Laguna de Abajo (parte izquierda del puente de la carretera de Ciudad Rodrigo en dirección a Coria), esta feria fue perdiendo importancia debido a que coincidía por fecha y proximidad con los Sanjuanaes de Coria, la cual goza de mayor prestigio, y siendo los mismos torrejoncillanos, los que preferían acudir a Coria antes que a su propia feria.
San Crispín, patrón de los zapateros
Era una festividad que tenía lugar el 25 de octubre y este día se festejaba el Patrón de los Zapateros, el cual es conocido como San Crispín.
El nombre de San Crispín deriva de la palabra griega krhpiV (crepís), la cual significa zapato o calzado, de ahí se formó el sobrenombre Crespín, que significa zapatero, y por motivos de comodidad lingüística, ya que es una palabra originaria de Francia, es conocido como Crispín, la cual es derivada de la palabra latina crispinus o crispus (de cabello rizado, ensortijado). Precisamente de esta palabra viene el apellido "Crespo".
En Torrejoncillo, el gremio artesanal de los zapateros, fue muy importante, llegando a estar compuesto por más de doscientas mujeres, y más de cuatrocientos hombres, distribuidos en unas veinticinco fábricas, teniendo la sede en la Casa del Pueblo, tras la Guerra Civil, en número de zapateros fue decayendo aunque esta fiesta fue festejada por un importante número de personas hasta bien avanzada la década de los setenta.
La fiesta consistía en realizar una misa que se le realizaba a San Crispín, seguida de una procesión, un convite y por último, un baile. Durante este día algunos patrones zapateros invitaban a una suculenta comida campestre a todos sus empleados. Había años en los que había mayordomos, el cual se encargaban de solventar todos los gastos que ocasionaba la fiesta, pero no todos los años había mayordomía, cuando no había se encargaban todos los empresarios de las fábricas de zapatos de poner el dinero suficiente para todos los gastos.
Actualmente en Torrejoncillo esta fiesta se encuentra extinta, el número de zapateros fue disminuyendo hasta llegar prácticamente a la desaparición del gremio.

### Tradiciones

#### Folclore
El pueblo cuenta con un grupo de Coros y Danzas en donde se muestra la extensa riqueza folclórica tanto en baile como en música de la que dispone Torrejoncillo, fue fundado en 1993 e ingresó en la Federación Extremeña de Folklore, de forma que accedía al programa de actividades culturales de la Junta de Extremadura con numerosas actividades en Ayuntamientos, entidades públicas y privadas. Después del éxito obtenido con este grupo, se decidió crear una cantera, con grupos infantiles, de forma que se asegure el futuro y se sigan transmitiendo los valores folclóricos de Torrejoncillo. 
A continuación se muestra una canción popular de Torrejoncillo:
| I Levántate las alas de ese sombrero que pareces viudo siendo soltero, ay amor, ay amor ay amante, ay amor, cuanto siento olvidarte ay amor.             | Estribillo Mi suegra porque la quiera me ha regalado un rosario teniendo yo con su hijo corona cruz y calvario, ole ole ole las 12 ya han dado ole ole ole, lo ha dicho el sereno que a mi novia le pedido un beso me responde con mucho rubor, ande usted ande usted caballero no no no no no eso no eso no |
| II Quítate de esta esquina, galán, que llueve, deja correr el agua por donde viene, ay amor, ay amor ay amante, ay amor, cuanto siento olvidarte ay amor | Estribillo Mi suegra porque la quiera me ha regalado un rosario teniendo yo con su hijo corona cruz y calvario, ole ole ole las 12 ya han dado ole ole ole, lo ha dicho el sereno que a mi novia le pedido un beso me responde con mucho rubor, ande usted ande usted caballero no no no no no eso no eso no |
| III En esta plazuelita y en este llano, mantienen la nieve todo el verano, ay amor, ay amor ay amante, ay amor, cuanto siento olvidarte ay amor          | Estribillo Mi suegra porque la quiera me ha regalado un rosario teniendo yo con su hijo corona cruz y calvario, ole ole ole las 12 ya han dado ole ole ole, lo ha dicho el sereno que a mi novia le pedido un beso me responde con mucho rubor, ande usted ande usted caballero no no no no no eso no eso no |

El pueblo también tuvo un grupo de danzadores, que aunque inicialmente obtuvo un gran éxito, con muchas actuaciones y espectáculos, poco a poco se fue quedando sin personal, y hubo que suprimirlo.

#### Artesanía
Torrejoncillo ha tenido una artesanía importante, entre lo más típico del pueblo se encuentran: Las guatas, el candil del ala, los pañuelo del gajo, la creación de telares, paños y mantas, la orfebrería, la industria del zapato y la artesanía del barro.

#### Lengua
El idioma hablado en el municipio es la variedades del idioma español hablada en Extremadura, la cual se denomina castúo.

### Gastronomía
Entre los platos típicos de Torrejoncillo se encuentran las migas, las sopas de tomate, los escabeches de peces y los productos derivados de la matanza. En la repostería destacan los coquillos, las roscas blancas, rostas, roscas de yema, perrunillas, madroños, etc.

### Medios de comunicación
Prensa escrita
En el municipio hay una web local de noticias, Torrejoncillo Todo Noticias.
Radio
En Torrejoncillo emite una emisora de radio, Radio Alfares, en el 107.4 FM.
Televisión
El municipio cuenta con su propio repetidor de televisión. Desde Valdencín se recibe también la señal de los repetidores de Plasencia. Pertenece a la demarcación de televisión local de Coria. En Internet, Torrejoncillo cuenta con un canal de televisión propio que existe desde 1991 y se encarga de retransmitir los festejos del pueblo, Torrejoncillo Televisión.

### Deporte

#### Instalaciones deportivas
Las instalaciones de Torrejoncillo se encuentran a disposición de todos los ciudadanos y son dependientes directamente del Ayuntamiento o compartidas con la Consejería de Educación.
Su uso está regulado por el reglamento de uso de instalaciones deportivas.
- Pabellón municipal de deportes: el pabellón abre de lunes a viernes de 16 a 22 horas y los sábados de 10-14 y de 16-22h, siempre ateniéndose a las actividades y a las condiciones propias de cada época del año. Los domingos y festivos el pabellón permanecerá cerrada.
- Sala de musculación: el horario de apertura es el mismo que el del pabellón municipal, estando prohibida la entrada a menores de 16 años y con un aforo máximo de 5 personas.
- Polideportivo municipal: el polideportivo dispone de un campo de fútbol, pista de atletismo, pistas de tenis.
- Piscina municipal: se encuentran al lado del polideportivo y enfrente del pabellón.
- 'Gimnasio y pistas deportivas del colegio público Batalla de Pavía"
- Gimnasio y pistas deportivas del instituto IESO Vía Dalmacia

#### Entidades deportivas
- Atletismo: Club Atletismo Torrejoncillo.[59]
- Fútbol: AD Torrejoncillo en categorías de benjamín, alevín, infantil, cadete y juvenil.
- Badminton: AD Batalla de Pavía Bádminton.
- Voleibol: AD Batalla de Pavía en categorías de Cadete, Infantil A, Alevín y Benjamín.[60]
- Fútbol sala: AD Batalla de Pavía masculino que se encuentra en el grupo 23 de primera nacional B,[61] en categoría femenina y prebenjamín.

#### Eventos deportivos
- Trofeo la Encamisá de Campo a Través

## Personas destacadas
- Emilio de Justo (torero)